# Joshua Zak
Joshua Zak (hebräisch יהושע זק; * 26. September 1929 in Wilno, Polen; † 14. März 2024 in Haifa) war ein israelischer theoretischer Physiker. Er war Professor am Technion in Haifa.

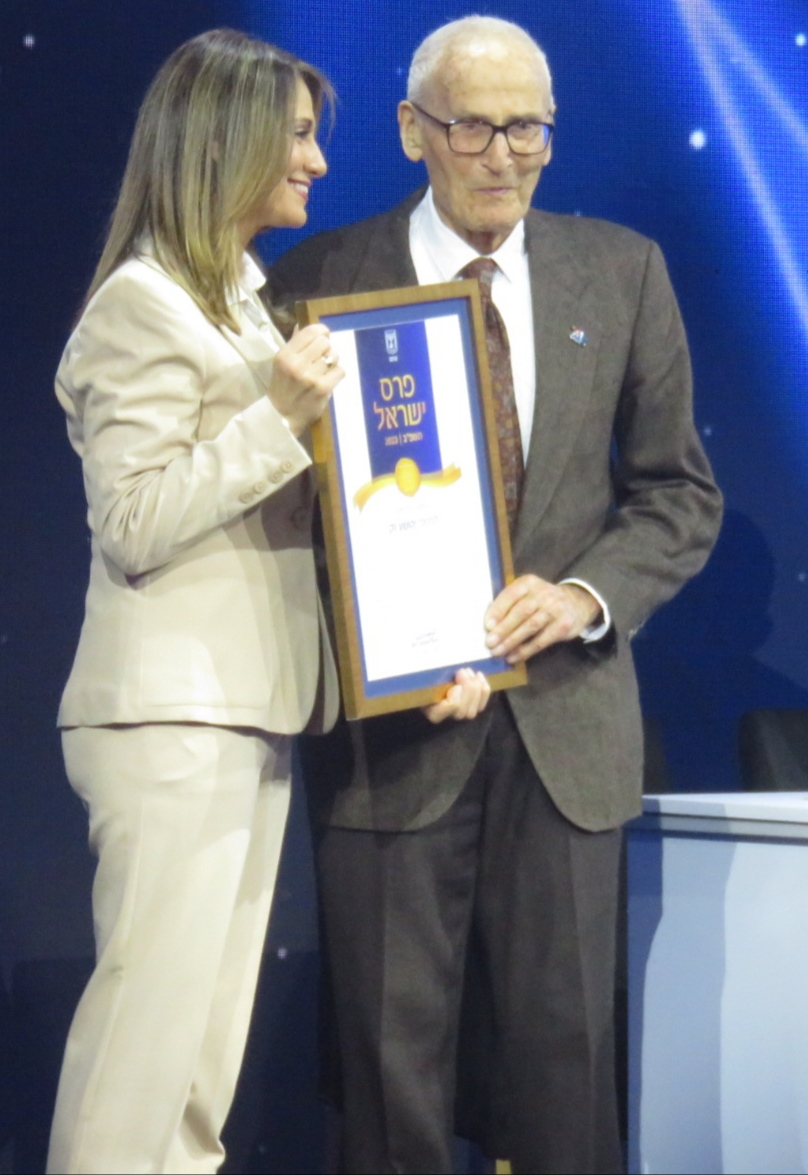
Joshua Zak, Israel-Preis 2022

## Werdegang
Zak besuchte zuerst eine hebräischsprachige Schule in Vilnius. Nach der Übernahme von Vilnius durch die Sowjetunion infolge des deutsch-sowjetischen Nichtangriffspaktes war der Unterricht auf Hebräisch nicht mehr gestattet, und Zak wechselte zu Jiddisch. Nach dem Einmarsch der Deutschen im Jahr 1941 lebte er bis 1943 im Ghetto Vilnius und kam mit 15 Jahren in ein Arbeitslager. Mit 16 Jahren wurde er ins KZ Stutthof gebracht. Durch das Vorrücken der Roten Armee wurde Anfang 1945 die Evakuierung des Lagers veranlasst und die Inhaftierten auf den Todesmarsch nach Westen geschickt. Zak wurde von der Roten Armee befreit und von ihr für drei Jahre eingezogen.
Mit 19 Jahren kehrte er nach Vilnius zurück, schloss seine Schulausbildung ab und begann ein Physikstudium an der Universität Vilnius.
Im Jahr 1950 sollte er in der Folge des Kalten Krieges erneut von der Roten Armee eingezogen werden. Durch die Intervention seines Bruders Benzoin, der später ein bekannter Arzt in Tel Aviv wurde, konnte dies in letzter Minute verhindert werden. 1953 wurde er Meister in der Litauischen SSR im Einer-Kajak (1000 m). Im Jahr 1955 schloss er sein Studium ab und wechselte an die Universität Leningrad.
Durch die politischen Unruhen im Herbst 1956 und den Aufstieg von Władysław Gomułka im Jahre 1956 wurde es durch Reformen Gomułkas den in Polen geborenen Juden erlaubt, nach Israel auszuwandern. Zak und seine beiden Brüder nahmen die Gelegenheit wahr und zogen im März 1957 zunächst nach Warschau und kamen im Dezember 1957 schließlich nach Haifa.
Zak war ab 1958 am Technion in Haifa und war u. a. Student von Nathan Rosen. 1960 promovierte er dort, 1970 wurde er zum Professor berufen. 1963/64 (auf Einladung von Benjamin Lax) und 1967/68 war er Gastwissenschaftler am Massachusetts Institute of Technology und 1968/69 an der Northwestern University.
Er befasste sich mit Symmetrien in Quantenmechanik und Festkörperphysik, topologischen Phasen, endlichen Phasenräumen in der Quantenmechanik, von Neumann-Gittern und Magneto-Optik.
Er untersuchte in den 1980er-Jahren unter anderem die Rolle der Berry-Phase in Bandstrukturen in Festkörpern.
Im Jahr 2014 erhielt er die Wigner-Medaille, die für gruppentheoretische Arbeiten in der Physik vergeben wird.
Joshua Zak starb am 14. März 2024 im Alter von 94 Jahren.

## Schriften
Bücher
- Joshua Zak (Hg.), A. Casher, M. Gluck, Y. Gur: The Irreducible Representations of Space Groups. W.A. Benjamin, New York, 1969.

Aufsätze (Auswahl)
- Joshua Zak: Magnetic translation group 1,2. In: Physical Review A. Band 134, 1964, S. 1602, 1607, doi:10.1103/PhysRev.134.A1602.
- Joshua Zak: Finite Translations in Solid State Physics. In: Physical Review Letters. Band 19, 1967, S. 1385–1387, doi:10.1103/PhysRevLett.19.1385.
- Joshua Zak, Henry Bacry, Alex Grossmann: Proof of Completeness of Lattice States in the kq-Representation. In: Physical Review B. Band 12, 1975, S. 1118–1120, doi:10.1103/PhysRevB.12.1118.
- Joshua Zak, M. Boon: Discrete Coherent States on the von-Neumann Lattice. In: Physical Review B. Band 18, 1978, S. 6744–6751, doi:10.1103/PhysRevB.18.6744.
- Joshua Zak: Symmetry Specification of Bands in Solids. In: Physical Review Letters. Band 45, 1980, S. 1025, doi:10.1103/PhysRevLett.45.1025.
- Joshua Zak: Band Representations and Symmetry Types of Bands in Solids. In: Physical Review B. Band 23, 1981, S. 2824, doi:10.1103/PhysRevB.23.2824.
- Joshua Zak, M. Boon, J. Zucker: Rational von Neumann Lattices. In: Journal of Mathematical Physics. Band 24, 1983, S. 316, doi:10.1063/1.525713.
- Joshua Zak: Rules for Bands in Solids: Application to Band Calculations. In: Physical Review B. Band 26, 1982, S. 1959, doi:10.1103/PhysRevB.26.1959.
- Joshua Zak: Band Center – A Conserved Quantity in Solids. In: Physical Review Letters. Band 48, 1982, S. 359, doi:10.1103/PhysRevLett.48.359.
- Joshua Zak, Itzhack Dana: First-Principles Calculation of Diamagnetic Band Structure. In: Physical Review Letters. Band 48, 1982, S. 1226, doi:10.1103/PhysRevLett.48.1226.
- Joshua Zak, Itzhack Dana, Joseph Avron: Quantum Hall Conductance in a Perfect Crystal. In: Journal of Physics C. Band 18, 1985, S. L679, doi:10.1088/0022-3719/18/22/004.
- Itzhack Dana, Joshua Žák: Quantum Hall conductances and localization in a magnetic field. In: Physical review. Band 32, Nr. 6, 1985, S. 3612–3621, doi:10.1103/physrevb.32.3612.
- Joshua Žák: Two Classes of Composite Energy Bands in Solids. In: Physical Review Letters. Band 54, Nr. 10, 1985, S. 1075–1078, doi:10.1103/physrevlett.54.1075.
- H. Bacry, L. Michel, Joshua Žák: Symmetry and Analyticity of Energy Bands in Solids. In: Physical Review Letters. Band 61, 1988, S. 1005, doi:10.1103/PhysRevLett.61.1005.
- Joshua Žák: Von-Neumann Lattices and Magnetic Orbitals in Finite Phase Space. In: Journal of Mathematical Physics. Band 30, 1989, S. 1591, doi:10.1063/1.528326.
- Joshua Žák: Berry’s Phase for Energy Bands in Solids. In: Physical Review Letters. Band 62, 1989, S. 2747, doi:10.1103/PhysRevLett.62.2747.
- Joshua Žák: Berry’s Phase in the Effective Hamiltonian Theory in Solids. In: Physical Review B. Band 40, 1989, S. 3156, doi:10.1103/PhysRevB.40.3156.
- E. R. Moog, C. Liu, S. D. Bader, Joshua Žák: Fundamental Magneto-Optics. In: Journal of Applied Physics. Band 68, 1990, S. 4203, doi:10.1063/1.346209.
- Joshua Žák: Finite Translation in Time and Energy. In: Physical Review Letters. Band 71, 1993, S. 263, doi:10.1103/PhysRevLett.71.263.
- Joshua Žák: Quantum Mechanical Position Operator in Extended Systems. In: Physical Review Letters. Band 85, 2000, S. 1138, doi:10.1103/PhysRevLett.85.1138.